# روبرتو فيراري (منافس ألعاب قوى)
روبرتو فيراري (بالإيطالية: Roberto Ferrari)‏ هو منافس ألعاب قوى إيطالي، ولد في 24 مارس 1967 في كريمونا في إيطاليا.

## وصلات خارجية
- روبرتو فيراري على موقع الاتحاد الدولي لألعاب القوى (الإنجليزية)